# Ширли, Джек
Джек Ширли — американский продюсер, звукорежиссёр и музыкант, номинированный на премию «Грэмми». Наиболее известен работой с Deafheaven, чей альбом 2013 года Sunbather получил широкое признание критиков. Ширли также работал с другими артистами, такими как Джефф Розенсток, Loma Prieta, Bosse-de-Nage, Punch, Whirr, Shinobu, La Bella, State Faults и Frameworks. Помимо продюсерской деятельности, он играет на гитаре в группах Comadre и Everybody Row.
Ширли является владельцем студии звукозаписи The Atomic Garden, расположенной в Окленде, штат Калифорния.